# Pablo Luzuriaga
Pablo Adolfo Luzuriaga (Santo Tomé, 1906 - 2005) fue un político y abogado argentino, que ocupó el cargo de Interventor Federal de Misiones entre el 25 de octubre de 1962 y el 12 de octubre de 1963 durante la Revolución Argentina.Hijo de Juana Alcorta Pueyrredón y Prilidiano Luzuriaga su familia poseía la propiedad de alrededor de 20.000 hectáreas yerbateras siendo los mayores hacendados del territorio misionero.
Durante su gestión se otorgó un subsidio  Instituto Montoya, lo cual generó una polémica al tratarse de un instituto privado católico.